# Палаусці
Палаусці (белау, палау) — мікронезійський народ, мешканці республіки Палау. Мова — палауська західної гілки австронезійської сім'ї мов. Культурою близькі мікронезійцям. Чисельність — 2000 осіб. Релігії — католицизм, протестантизм.
У господарстві розвинені ручне землеробство (таро), рибальство, гончарне ремесло, будівництво човнів з
балансирами. У індонезійців запозичили духові трубки (сумпітан).
У сфері соціальних відносин поширений матрилінійний рід (блай), який об'єднується в територіальну громаду (плеу). Шлюб в основному діслокальний, поширений авункулат.
Існують чоловічі та жіночі союзи. Існувала аристократія, - її атрибут - «орден кістки» -браслет з хребта дюгоня, каста жерців (коронг, калит).
На основі християнства і місцевих культів розвинувся синкретичний культ Модекнгеї. традиційні
вірування - в душі померлих (бладек) і злих духів (делеп).
| Прапор Палау | Це незавершена стаття про Палау. Ви можете допомогти проєкту, виправивши або дописавши її. |